# Metka Jerman
Metka Jerman, po mężu Šenica (ur. 23 stycznia 1963 w Lublanie) – jugosłowiańska narciarka alpejska, olimpijka z Lake Placid (1980).

## Kariera
W 1980 roku wzięła udział w zimowych igrzyskach olimpijskich w Lake Placid. Wystartowała w dwóch konkurencjach – w slalomie gigancie zajęła 20. miejsce, a w slalomie nie została sklasyfikowana – nie ukończyła pierwszego przejazdu.
Sześciokrotnie zdobywała punkty do klasyfikacji Pucharu Świata. Po raz pierwszy dokonała tego 8 lutego 1979 roku w Mariborze, zajmując 23. miejsce w slalomie. Dwukrotnie uplasowała się w czołowej dziesiątce zawodów Pucharu Świata – w 1982 roku była dziesiąta w slalomie w Lenggries oraz dziesiąta w slalomie gigancie w Aspen. W 1982 roku wzięła również udział w mistrzostwach świata w Schladming, podczas których zajęła ósme miejsce w slalomie, czternaste w kombinacji i piętnaste w slalomie gigancie.
Zakończyła sportową karierę w 1983 roku, w efekcie kontuzji kolana. Po zakończeniu kariery była nauczycielką narciarstwa, a następnie nauczycielką akademicką na Uniwersytecie Lublańskim.

## Osiągnięcia

### Igrzyska olimpijskie
- 1980 Lake Placid (USA) – 20. miejsce (slalom gigant), nie ukończyła (slalom)[2]

### Mistrzostwa świata
- 1982 Schladming (AUT) – 14. miejsce (kombinacja), 15. miejsce (slalom gigant), 8. miejsce (slalom)[4]

### Puchar Świata

#### Miejsca w klasyfikacji generalnej
- sezon 1978/1979: 75.
- sezon 1980/1981: 76.
- sezon 1981/1982: 45.[7]